# 城关镇 (镇坪县)
城关镇，是中华人民共和国陕西省安康市镇坪县下辖的一个乡镇级行政单位。

## 行政区划
城关镇下辖以下地区：
城关社区、蔬菜村、新华村、文彩村、联盟村、小河村、新庄村、七坪村、友谊村、青坪村、白坪村、竹节溪村、茶店村和坪宝村。